# Kjell Ingolf Ropstad
Kjell Ingolf Ropstad (født 1. juni 1985 i Arendal i det daværende Aust-Agder) er en norsk politiker og forhenværende partileder for Kristelig Folkeparti. Han var minister for børn og familie i Regeringen Solberg fra 2019 til 2021. Kirke-, tro- og livssynsspørsmål hørte under Ropstads ministerområde.
Ropstad var leder for Kristelig Folkeparti fra 2019 til 2021 og leder for Kristelig Folkepartis Ungdom fra 2007 til 2010. Hans vigtigste spørgsmål var inden for miljø- og udviklingspolitik.[kilde mangler]
Ropstad var været medlem af Stortinget siden 2009. Fra 2009 til 2021 var han valgt i Aust-Agder, og fra 2021 i Vest-Agder.
Den 18. september 2021 meddelte han sin afgang som både partileder og minister. Baggrunden var at Ropstad havde informeret Statsministerens kontor om at han havde udgifter på sin registrerede folkeregisteradresse. Dermed ville fordelen ved gratis ministerbolig være skattefri. Da han alligevel ikke betalte for sig selv i forældrehjemmet, undlod han at rette oplysningerne i formularen, så de var i overensstemmelse med fakta. Flere skattejurister har imidlertid givet Ropstad støtte og og sætter spørgsmålstegn ved Skatteforvaltningens forståelse af reglerne vedrørende beskatning af pendlerlejligheder.